# دشت زر (گلستان)
دشت زر روستایی در دهستان گلستان بخش گلستان شهرستان سیرجان استان کرمان ایران است.

## جمعیت
بر پایه سرشماری عمومی نفوس و مسکن در سال ۱۳۹۵ جمعیت این مکان ۲۱۲ نفر (۶۳خانوار) بوده‌است.